# ولادیمیر هاکوبیان
ولادیمیر ادواردی هاکوبیان (ارمنی: Վլադիմիր Էդուարդի Հակոբյան; زاده ۷ دسامبر ۱۹۷۱) استادبزرگ شطرنج اهل ارمنستان است.
در سال ۲۰۰۶ در ۳۷مین دوره المپیاد شطرنج فیده در تورین، ایتالیا هاکوبیان به همراه لوون آرونیان، آرتاشس میناسیان، سمبات لپوتیان، گابریل سارگیسیان و کارن آسریان در ترکیب تیم ارمنستان به مقام قهرمانی رسید
| به‌دلیل برخی مشکلات فنی، نمودارها موقتاً قابل مشاهده نیستند. اطلاعات بیشتر پیرامون این مشکل در فابریکاتور و وبگاه مدیاویکی در دسترس است. | |
| | به‌دلیل برخی مشکلات فنی، نمودارها موقتاً قابل مشاهده نیستند. اطلاعات بیشتر پیرامون این مشکل در فابریکاتور و وبگاه مدیاویکی در دسترس است. |

## جوایز
- نشان افتخار جمهوری ارمنستان